# Geranium sanguineum
El gerani sanguini (Geranium sanguineum), és una espècie pertanyent a la família de les geraniàcies.

## Descripció
Sovint acompanyant el Geranium sylvaticum, distingible per les seves grans flors purpúries i per les fulles de contorn arrodonit que estan profundament dividides en segments linears. Erecta o estesa, ramosa, perenne, de fins a 40 cm, tiges amb llargs pèls blancs i glàndules sense peduncle; rizoma robust terrejant. Fulles dividides fins a 4/5 d'amplada en 5-7 lòbuls estrets, cadascun amb 1-3 parells de segments oblong-aguts. Flors morat-vermelloses brillants, generalment solitàries; pètals fesos-obovats, d'1,5-2 cm. Fruit una mica pilós, sense crestes. Floreix a final de primavera i a l'estiu.

## Hàbitat i distribució.
Els individus de l'espècie es crien en sòl pedregós i sorrenc, generalment de caràcter càlcic. Geranium sanguineum és originari d'Europa i Àsia temperada. Està molt estès a la major part d'Europa fins al Caucas. Al nord-est d'Irlanda es troba rarament a la natura provinent de propagació d'individus en jardins. Manca en algunes zones àcides d'Holanda.